# Manic (álbum de Wage War)
Manic es el cuarto álbum de estudio de la banda estadounidense de metalcore Wage War. Fue lanzado el 1 de octubre de 2021 a través de Fearless Records y fue producido por Andrew Wade, Cody Quistad, Drew Fulk y Jeremy McKinnon.

## Antecedentes y promoción
El 8 de abril de 2020, mientras estaban en su tiempo de inactividad durante el período de autoaislamiento causado por la Pandemia de COVID-19, Wage War anunció en Twitter que estaban trabajando en nuevo material para su próximo disco. Junto con el anuncio, la banda también adelantó una canción y escribió: "Aprovechando la cuarentena al máximo. #ww4".
El 6 de agosto, la banda lanzó oficialmente el sencillo "High Horse" junto con su vídeo musical. El 25 de agosto, casi tres semanas después del lanzamiento de "High Horse", la banda presentó el segundo sencillo "Circle the Drain". Al mismo tiempo, la banda reveló el álbum en sí, la portada, la lista de canciones y la fecha de lanzamiento. Para promocionar el álbum, la banda también anunció que apoyarán la gira europea reprogramada de I Prevail junto con Dream State en marzo de 2022. El 14 de septiembre, la banda lanzó el tercer sencillo "Teeth".
Durante una entrevista, Cody Quistad reveló que Manic presenta "canciones para los nuevos fans y también para los viejos, pero luego hay algunas cosas nuevas que siento que nunca antes había escuchado a ninguna banda".

## Lista de canciones
Todas las letras escritas por Wage War, toda la música compuesta por Wage War. 
| N.º | Título                    | Duración |  |
| 1.  | «Relapse»                 | 2:59     |  |
| 2.  | «Teeth»                   | 3:08     |  |
| 3.  | «Manic»                   | 2:44     |  |
| 4.  | «High Horse»              | 2:48     |  |
| 5.  | «Circle the Drain»        | 3:35     |  |
| 6.  | «Godspeed»                | 3:06     |  |
| 7.  | «Death Roll»              | 3:01     |  |
| 8.  | «Slow Burn»               | 3:09     |  |
| 9.  | «Never Said Goodbye»      | 3:19     |  |
| 10. | «True Colors»             | 3:09     |  |
| 11. | «If Tomorrow Never Comes» | 4:40     |  |

## Posicionamiento en lista
| Lista (2021)                          | Posición |
| ------------------------------------- | -------- |
| Australian Albums (ARIA)              | 76       |
| Reino Unido (UK Rock & Metal Albums)  | 18       |
| Estados Unidos (Top Hard Rock Albums) | 16       |

## Personal
Wage War
- Briton Bond - Voz, guitarras adicionales
- Cody Quistad - Guitarra rítmica y voces claras
- Seth Blake - Guitarra líder
- Chris Gaylord - Bajo
- Stephen Kluesener - Batería